# 日耳曼敦 (紐約州普查規定居民點)
日耳曼敦（英語：Germantown）是位於美國紐約州哥倫比亞縣的普查規定居民點。

## 人口
根據2020年美國人口普查的數據，日耳曼敦的面積為9.48平方千米，當中陸地面積為9.44平方千米，而水域面積為0.04平方千米。當地共有人口1121人，而人口密度為每平方千米118.25人。